# Гада
Гада – індонезійське офшорне газове родовище, виявлене у Макасарській протоці.
Гада відноситься до нафтогазового басейну Кутей, виникнення якого передусім пов’язане із виносом осадкового матеріалу потужною річкою Махакам. Першою на структурі пробурили свердловину Gada-1, втім, відкриття родовища сталось лише унаслідок спорудження наступної свердловини Gada-2, яку спорудили у 2000 році в районі з глибиною моря 1897 метрів. Gada-2 досягла глибини у 4640 метрів та пройшла газонасичений інтервал завтовшки 21 метр. Вуглеводні на Гада виявлені у пісковиках міоцену.  
Родовище виявили на ліцензійній ділянці Ганал, оператором якої була компанія Unocal (в 2005 році стала частиною нафтогазового гіганту Chevron) із часткою 80% (ще 20% мала британська LASMO, яка належить до групи італійського енергетичного гіганту Eni). Первісно ресурси Гада оцінили від 11 до 45 млрд м3 газу (втім, варто відзначити, що у підсумку розміри цілого ряду газових родовищ, виявлених під час розвідувальної кампанії Unocal поблизу дельти Махакам, були скориговані до рівня меншого за початкову мінімальну оцінку). 
Станом на початок 2020-х Гада так і не було введене в розробку.